# Positif
Positif ist eine der führenden französischen Filmfachzeitschriften.
Sie erschien erstmals im Mai 1952 und stand stets im publizistischen Wettbewerb mit den um ein Jahr älteren Cahiers du cinéma. Zwischen den beiden Publikationen gab es regelmäßig aufflammenden Zank. Besonders ab Ende der 1960er Jahre, als die Cahiers die Aufgabe von Filmemachern und Kritikern in der Subversion sahen und fanden, die Sprache des Gegenwartskinos sei bourgeois und daher zu zerstören, warfen die Positif-Redakteure ihnen vor, eine elitäre „Aristokratie“ angeblicher Filmkenner, unzugänglich und nicht kommunikativ zu sein. Positif hielt über die Jahrzehnte eine konstantere Linie, links, aber nicht kommunistisch, laizistisch, antigaullistisch und gegen die etablierte Gesellschaft eingestellt.
Die monatlich erscheinende Positif gehört keinem Medienkonglomerat an; 1991 wurde sie durch die Redakteure aufgekauft. Die Redaktion proklamiert eine zeitlose, modenfreie Filmkritik jenseits von Elitarismus und Populismus und lehnt die Unterscheidung in Kunst- und Unterhaltungsfilme ab. Die antimodische Haltung brachte eine lange anhaltende Ablehnung von Godard mit sich. Thematische Schwerpunkte waren neben dem französischen Kino jenes der romanischen Länder, das US-Kino, der britische und polnische Film.